# Alloza
Alloza is een gemeente in de Spaanse provincie Teruel in de regio Aragón met een oppervlakte van 81,60 km². Alloza telt 602 inwoners (1 januari 2016).